# Bảng hiệu Hollywood
Bảng hiệu Hollywood (trước đây được gọi là Bảng hiệu Hollywoodland) là một công trình mang tính nhận dạng và biểu tượng văn hóa Mỹ tại Los Angeles, California. Bảng hiệu này tọa lạc tại Ngọn Lee thuộc khu vực Vùng đồi Hollywood của Dãy núi Santa Monica. Biểu tượng này nhìn xuống khu vực Hollywood của thành phố Los Angeles.
"HOLLYWOOD" được xếp bằng các chữ cái in màu trắng, cao 14 mét (46 ft) và dài 110 mét (360 ft). Thoạt đầu vào năm 1923, người ta dựng nó lên với mục đích quảng cáo cho dự án xây dựng bất động sản của khu vực, nhưng nó dần được công nhận sau khi hàng chữ không được dỡ đi như dự tính. Hàng chữ là mục tiêu thường xuyên bị nghịch phá, nhưng đã được phục hồi và gắn hệ thống bảo vệ chống phá hoại. Hiện nay bảng hiệu do Hollywood Sign Trust, một tổ chức phi lợi nhuận, quản lý và quảng bá.
Từ mặt đất, bảng hiệu trông uốn lượn nhưng khi nhìn ở độ cao ngang tầm với dòng chữ, như ở hình bên, các chữ cái được xếp tương đối thẳng hàng với nhau.
Bảng hiệu xuất hiện thường xuyên trong văn hóa đại chúng, đặc biệt là trong những cảnh quay của các phim và chương trình truyền hình quay tại Hollywood. Nhiều bảng hiệu với phong cách tương tự cũng được đã dựng lên ở nhiều nơi khác nhau trên thế giới.

### Bị hư hại

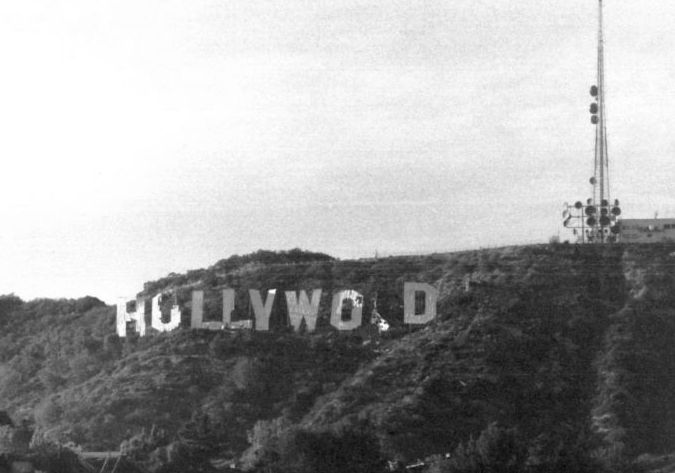
Vào thập niên 1970, bảng hiệu bị hư hỏng nặng nề nhất.

### Khôi phục

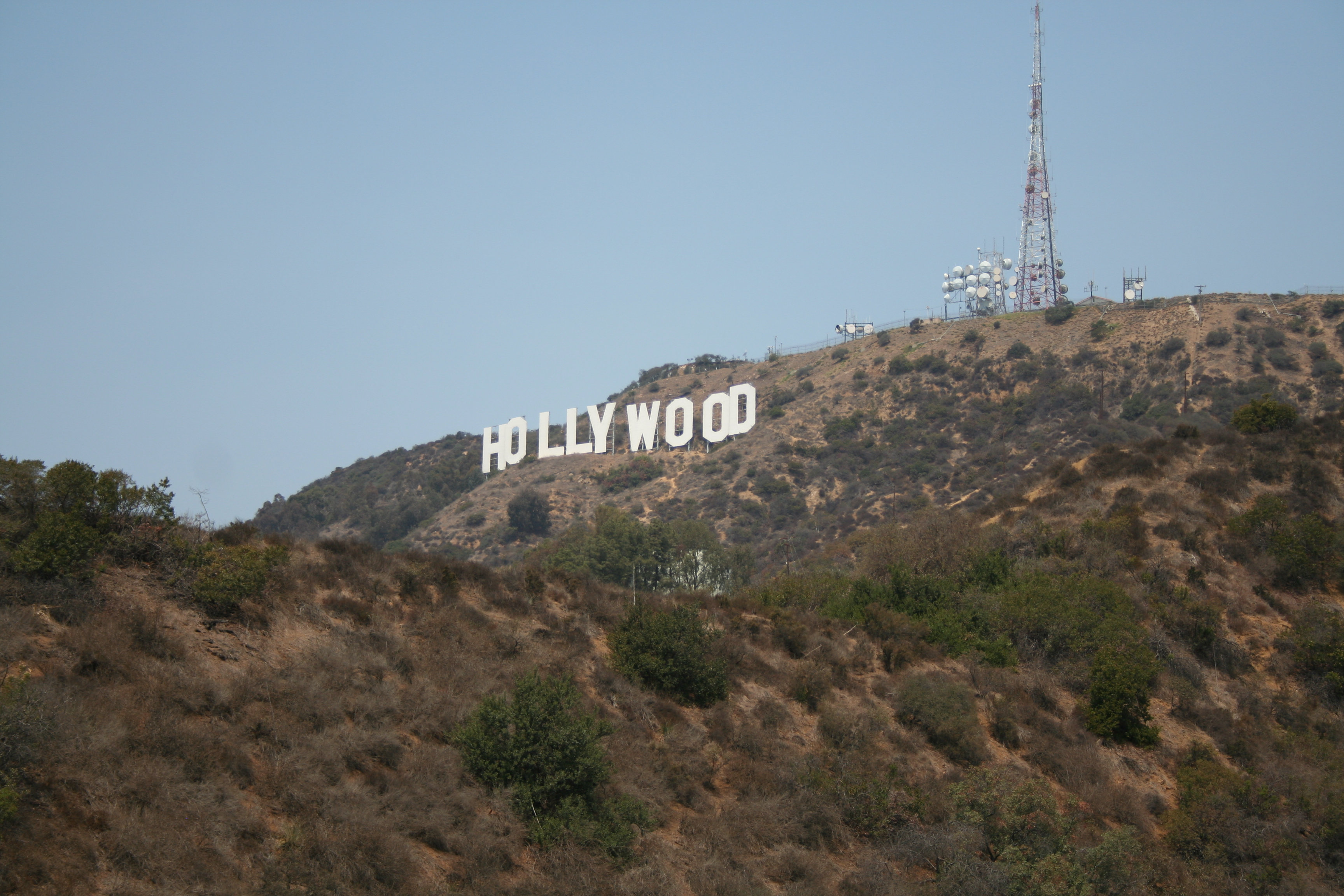
Bảng hiệu nhìn từ Đồi Hollywood

#### Nhà tài trợ

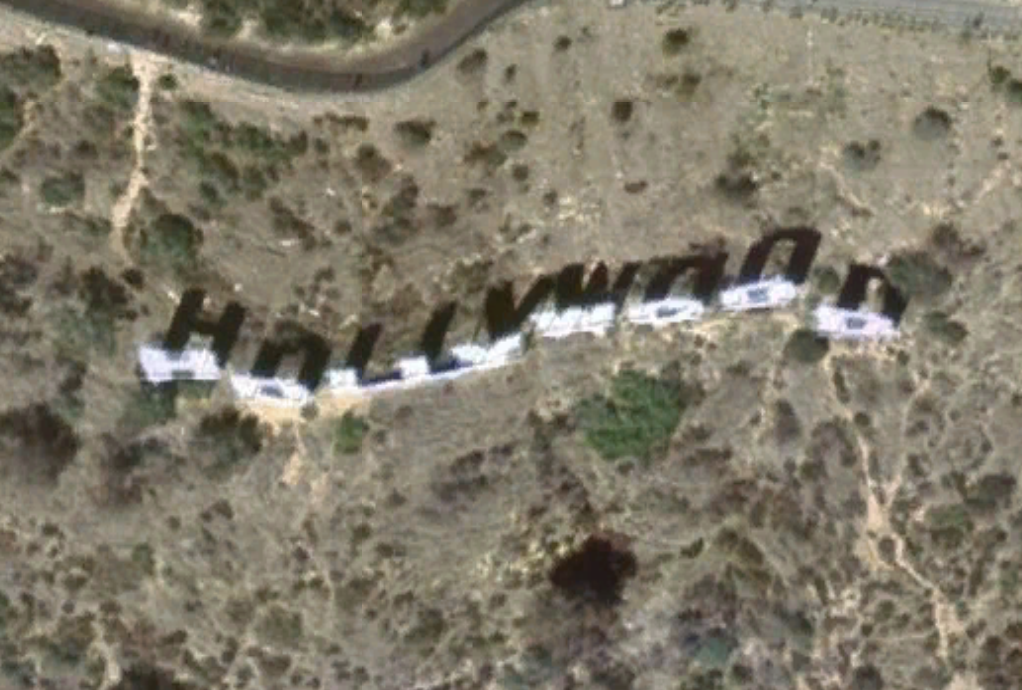
Cảnh chụp vệ tinh của bảng hiệu.

## Lịch sử